# Деб Райдър
Деб Райдър (на английски: Deb Ryder) е американска блус певица и автор на песни. Тя е издала пет албума от 2013 г. насам, въпреки че участието ѝ в музиката обхваща десетилетия в различни качества.
Тя е родена в Пеория, Илинойс, САЩ. В началото на живота ѝ семейството ѝ се премества в Чикаго, където баща ѝ, Алън Р. Суонсън, става певец в местен нощен клуб. Семейството се премества отново в Охайо и след това в Малибу, Калифорния. След това родителите на Райдър се развеждат и нейната самотна майка на пет деца, Мариан Суонсън, премества останалото семейство през 1968 г. в Топанга, Калифорния. Сред техните съседи е Боб Хайт от Canned Heat, чиято масивна колекция от блус грамофонни плочи е магнит и вдъхновение за младата Райдър.
Майка ѝ се омъжва повторно за местен предприемач и те заедно откриват Топанга Коръл, която е домакин на редица музиканти, включително Canned Heat, Spirit, Нели Ян, Buffalo Springfield и Eagles. Ефективно живеейки в съседство с клуба, означава, че Райдър трябва да поддържа връзка с гостуващи музиканти, включително Big Joe Turner, Ета Джеймс и Taj Mahal, които всички действат като ментори. Насърчена и с лесен достъп до помещенията, докато в тийнейджърските си години, Райдър и нейната малка група редовно откриваха шоуто в Topanga Corral за Чарли Муселуайт, Биг Джо Търнър, Ета Джеймс и Тадж Махал.
Райдър продължава да учи в Калифорнийския университет в Лос Анджелис. Нейното музикално минало се оказва безценно, тъй като след това работи като сесиен музикант, който участва в телевизионни реклами, както и като резервни вокали в редица записи на други музиканти. Гласът ѝ е използван в главната роля за базираното в Лас Вегас музикално шоу Splash . Връщането към нейните блус корени я кара да се запознае със своя съпруг и бас китарист Рик Райдър. Той я насърчава да напише блус материал и заедно сформираха ансамбъл, Bluesryders, който свири в местни клубове и на музикални фестивали повече от две десетилетия.
През 2013 г. тя се завър6ща към поредица от песни, писани през годините, а след това преработени със съпруга и, и записва дебютния си албум, Might Just Get Lucky.  По-късно тя се среща с звукозаписния продуцент Тони Браунгел, който ръководи следващото ѝ издание, Let It Rain (2015). Музикантите в записа включват Браунгел, който свири на перкусии и Джеймс Хътчинсън на контрабас, плюс Кърк Флетчър и Сжони Кий Шел на китара, докато Майк Фъниган свири на клавишни. Райдър написва всичките 11 песни. Grit Grease & Tears последва през 2016 г., като Браунагел продуцира и Боб Коритър свири на хармоника като гост музикант в албума със Шугари Рейфърд, предоставящ някои допълнителни вокали.
До 2018 г. Райдър подписва договор за запис с VizzTone Records, който издава четвъртия ѝ албум, Enjoy the Ride на 11 юни същата година. Също така е продуциран от Браунгел, който свири на барабани с Коко Монтоя, който доставя водеща китара, заедно с Шел в ритъма. Enjoy the Ride се появява в годишния списък с топ 50 на списание Living Blues. Работата по записите за следващия ѝ албум е засегната от пандемията COVID-19 в Съединените щати, което налага използването на три отделни звукозаписни студия и дигитализиран обмен на идеи. Всички 13 страни на Memphis Moonlight (2021) са написани от Райдър, който отново използва Браунгел, за да ръководи състав от музиканти, включително Шел (китара, бас и клавишни), Финиган (клавишни), плюс гостувания от китаристите Рони Ърл, Джоуи Делгадо и Аластър Грийн, и Стийв Бърлин (саксофон) заедно с Дейвид Хидалго (акордеон и резервни вокали).

## Дискография

### Албуми
| Година | Заглавие             | Звукозаписна компания |
| ------ | -------------------- | --------------------- |
| 2013   | Might Just Get Lucky | Bejeb Music           |
| 2015   | Let It Rain          | Bejeb Music           |
| 2016   | Grit Grease & Tears  | Bejeb Music           |
| 2018   | Enjoy the Ride       | VizzTone Records      |
| 2021   | Memphis Moonlight    | VizzTone Records      |

### Сингли
| Година | Заглавие                                   | Звукозаписна компания |
| ------ | ------------------------------------------ | --------------------- |
| 2011   | All I'm Gettin' for Christmas is the Blues | Digital File          |

## Награди
| Година | Награда               | Издател                  |
| ------ | --------------------- | ------------------------ |
| 2019   | Жива легенда на блуса | Калифорния, Лос Анджелис |